# Reformisme
Reformisme is het streven om een systeem, wetenschap of samenleving door systematische ingrepen te wijzigen en te hervormen. 
- Politiek: het begrip kan voor de helderheid van een overzicht van maatschappijvisies beter onderscheiden worden van een religieus geïnspireerd hervormingsstreven. De bekendste reformistische stroming is het socialistisch reformisme, gericht op de socialistische hervorming van de samenleving zonder klassenstrijd binnen het economisch kapitalisme. De term wordt voornamelijk afkeurend gebruikt door aanhangers van het marxisme. De aanhangers spraken aanvankelijk met Eduard Bernstein van revisionisme, later van sociaaldemocratie of simpelweg socialisme. De bloeitijd van het reformisme is te situeren tussen het einde van de negentiende en de jaren dertig van de twintigste eeuw. In België was een pleitbezorger Hendrik de Man, in Nederland was er de SDAP met onder meer Pieter Jelles Troelstra.

- Wetenschapsfilosofie: het reformisme van de positivisten wil dat er continu een methode moet worden gezocht en ontwikkeld volgens welke alle wetenschappen onderzoek kunnen verrichten.